# Cosmopterix phyladelphella
Cosmopterix phyladelphella là một loài bướm đêm thuộc họ Cosmopterigidae. Loài này có ở Nga.